# Шард (річка)
Шард (словац. Šárd) — річка в Словаччині, ліва притока Дудвагу, протікає в окрузі Ґаланта.
Довжина — 26.8 км.
Витікає з Дернодудвазького каналу біля села Госте. 
Впадає у Дудваг біля села Долне Саліби.